# Perkins (entreprise)
Pour les articles homonymes, voir Perkins.
Perkins Engines Company Limited est une entreprise anglaise de fabrication de moteurs Diesel, fondée en 1932 par Frank Perkins (en) et basée à Eastfield (en), un quartier résidentiel de la ville de Peterborough dans le Cambridgeshire. Depuis 1998, l'entreprise appartient au groupe américain Caterpillar.
En France, elle équipa notamment les Citroën Type H et les camions Saviem. 

## Historique
À partir de 1939, les moteurs Perkins sont utilisés dans des applications maritimes. Plus tard, son principal client sera le constructeur de tracteurs agricoles Massey Ferguson qui rachète la société en 1959 et équipe son matériel agricole avec ces moteurs, en rationalisant la production : le moteur A6 354 est ainsi utilisé sur plusieurs modèles de tracteurs, dont le 1200, et de moissonneuses batteuses dont la 510.
En janvier 1960, le moteur Perkins 4.99 (1621cm3, 41,5ch SAE) équipe l'utilitaire léger Citroën Type H.
En 1965, avec le nouveau moteur V8-510, Perkins reprend pied dans le domaine automobile en équipant les camions anglais ERF.
Les moteurs diesel Perkins sont marinisés (par l'adaptation notamment d'un échangeur de chaleur pour refroidir à l'eau de mer) et sont appréciés pour leur fiabilité dans les années 1970 et 1980 sur les petites et moyennes embarcations de pêche et de plaisance.
En 1984, Perkins Engines Limited rachète la célèbre firme Rolls-Royce Diesel International et devient un acteur incontournable dans la production de camions et engins militaires.
En 1985, Perkins célèbre le 10000000e moteur fabriqué.
En 1994, Perkins rachète Dorman Diesels.
En 1998, Perkins est racheté par Caterpillar pour 1,35 milliard de dollars, devenant ainsi le premier fabricant de moteurs diesel mondial.